# Loža "Ilirija"
Loža "Ilirija" (njem. Loge Illyria) je bila austrijska deputacijska loža sa sjedištem u Beču koja je radila pod okriljem Velike lože Austrije. Osnovana je 1992. godine s ciljem obnove slobodnog zidarstva u novonastalim državama Hrvatskoj i Sloveniji. Ugasila se 1996. godine kada je Velika loža Austrije od njenih članova uspostavila tri lože u Zagrebu.

## Naziv lože
Ova loža nosi naziv po Iliriji (grč. Ἰλλυρία; latin. Illyria), nazivu za povijesno zemljopisnog područje u zapadnom dijelu Balkanskog poluotoka koje je u antičko doba naseljavala brojna plemena naroda pod zajedničkim imenom Iliri. Prvo je to bio Ilirik (latin. Illyricum), Rimska provincija koja je postojala od 27. godine pr. Kr. do vladavine Vespazijana (69. – 79. po Kr.). Zatim su hrvatske i slovenske zemlje pod francuskom vlašću u doba Napoleona (1809. – 1813.) bile nazvane Ilirske pokrajine (fran. Les Provinces Illyriennes). Na tom područku bila je i Kraljevina Ilirija (njem. Königreich Illyrien), administrativna jedinica Austrijskog Carstva od 1816. do 1849. godine, nastala od dijela Ilirskih pokrajina. Kasnije se pojavio i Ilirski pokret, politički pokret koji se razvio najprije u Hrvatskoj, a kao svoj cilj imao je kulturno i političko jedinstvo svih Ilira, to jest južnih Slavena, i trajao je od 1830. do 1843. godine.

## Povijest
Inicijativu za obnovu slobodnog zidarstva u Hrvatskoj pokrenuo je 1991. godine Čedo Kirchner, Austrijanac koji je proveo djetinjstvo i doba prvog školovanja u Zagrebu, u ime Velike lože Austrije s nekolicinom hrvatskih i slovenskih slobodnih zidara (koji su to postali u inozemstvu) oko pomoći kod obnove slobodnog zidarstva u novonastalim državama Hrvatskoj i Sloveniji.
Veliki majstor Velike lože Austrije Heinz Scheiderbauer 31. siječnja 1992. godine određuje osnivanje Lože "Ilirija" sa sjedištem u Beču s 13 austrijskih slobodnih zidara i sa zadatkom primanja, unapređenja i odgaja slobodnih zidara iz novonastalih država Hrvatske i Slovenije i na taj način stvori jezgro budućih nacionalnih loža u tim zemljama. U Zagrebu je 31. siječnja održan žalobni rad te lože posvećen svim poznatim i nepoznatim hrvatskim slobodnim zidarima koji su preminuli između 1940. i 1992. godine.
U Klagenfurtu na radu pod otvorenim nebom Ložu je 27. veljače osnovao zastupnik velikog majstora Velike lože Austrije Hermann Schneider skupa s 13 austrijskih slobodnih zidara. Za prvog starješinu Lože izabran je Walter Raming. U Beču je 21. ožujka "uneseno svijetlo" u Ložu, a na odvojenom radu istoga dana je primljeno 18 prvih kandidata (13 iz Hrvatske, 5 iz Slovenije). Braća iz Hrvatske rade uz pomoć austrijske braće u Grazu, a braća iz Slovenije uz pomoć braće iz Koruške u Klagenfurtu. U lipnju 1993. godine u Trakošćanu Čedo Kirchner je izabran za drugog starješinu Lože. U to vrijeme Loža je imala 96 članova, od kojih je hrvatskih bilo 37. Nekoliko mjeseci nakon što je izabran za starješinu Kirchner iznenada umire 27. listopada. Poslije toga starješina ponovno postaje Walter Raming, a za zastupnika starješine za Hrvatsku sa svim ovlastima starješine izabran je Branimir Horvat.
Iz organizacijskih razloga u siječnju 1994. godine se osnova Loža "Dialogus", sa sjedištem u Klagenfurtu, sa zadaćom da preuzme sve obveze Lože "Illyria" za Sloveniju. U nju prelaze svi slovenski članovi iz Lože "Ilirija" kojoj se zadaća time ograničava samo na slobodno zidarstvo u Hrvatskoj. Rješenjem Ministarstva uprave Republike Hrvatske od 21. rujna odobren je upis ove Lože u Registar udruga.
Od rujna 1994. godine, po posebnom odobrenju velikog majstora Velike lože Austrije Scheiderbauera, u Zagrebu se održavaju radovi Lože "Ilirija" u raznim prostorima koji se za pojedine radove uređuju u Hramove. U tom razdoblju broj hrvatskih slobodnih zidara postepeno se penje do 70, među kojima su 32 podignuta u stupanj majstora. Oni posjećuju austrijske lože, sudjeluju u radu Lože "Quattuor Coronati" u Beču, posjećuju lože u Italiji, Češkoj, Francuskoj, sudjeluju na raznim proslavama i na taj način upoznaju druge s obnavljanjem slobodnog zidarstva u Hrvatskoj.
U listopadu 1995. godine 30 hrvatskih slobodnih zidara traže dopust u Loži "Ilirija" radi osnivanja triju loža u Zagrebu. U prvoj polovici mjeseca studenog u Zagrebu održani su osnivački skupovi loža "Hrvatska vila", "Grof Ivan Drašković" i "Tri svjetla". Glavna savezna skupština Velike Lože Austrije održana 1. lipnja 1996. godine odlučuje da "unosi svijetlo" u tri novoosnovane hrvatske lože na svečanom radu u Hrvatskoj. Velika loža Austrije je 14. rujna 1996. godine "unijela je svijetlo" u tri uspostavljene u Hrvatskoj. Istoga dana Loža "Ilirija" prestala je s radom, ispunivši svoju svrhu i ciljeve. A kasnije su tri spomenute zagrebačke lože formirale Veliku ložu Hrvatske.

## Ustroj

### Stariješine lože
Starješine (titula predsjednika lože) Lože "Ilirija" bili su:
1. Walter Raming (1992. – 1993.)
2. Čedo Kirchner (1993.)
3. Walter Raming (1993. – ?)

### Obred
Obred Lože "Ilirija" bio je Schröderov obred. Velika loža Austrije upravlja simboličkim stupnjevima plave lože (učenik, pomoćnik i majstor) i delegira upravljanje visokim stupnjevima na dodatna tijela i redove.

## Poznati članovi
Neki od poznatih članova ove lože bili su:
- Branimir Horvat (1929. – 1996.), hrvatski grafičar
- Čedo Kirchner (1923. – 1993.), austrijski arhitekt
- Branko Šömen (rođ. 1936.), slovenski i hrvatski književnik i publicist[16]